# Cerkev sv. Jurija, Spodnje Hoče
Cerkev sv. Jurija leži ob krožišču v Spodnjih Hočah.
Okrog cerkve se je razvilo staro jedro Spodnjih Hoč. Cerkev je romansko-gotska pražupnijska cerkev.  Znamenita je po svoji kripti, ki ima dva obokana podzemeljska prostora. Cerkev kaže v ladji romansko, zgodnjegotsko in baročno gradbeno fazo, prezbiterij in zvonik sta bila sezidana v 15. stoletju. V 18. stoletju pa kapeli zakristija z oltarjem in vhodna veža. Stranska oltarja in prižnica pa leta 1760 do 1770. Glavni oltar in oltarjeva kapela sta iz 19. stoletja. Na cerkvenem prostoru so bili odkriti antična vila in več rimskih kamnov.